# Jeff Danna

Jeff Danna (2015)

Jeff Danna (1964, Burlington (Ontário)) é um compositor de trilhas sonoras e guitarrista canadense. É irmão do também compositor Mychael Danna.

## Filmografia selecionada
- Silent Hill (2006)
- Ripley Under Ground (2005)
- Tideland (2005)
- Resident Evil: Apocalypse (2004)
- The Gospel of John (2003)
- Kid Notorious (2003, tema principal)
- Kart Racer (2003)
- The Kid Stays in the Picture (2002)
- O (2001)
- The Boondock Saints (1999)
- At Sachem Farm (1998)
- Beverly Hills, 90210 (1990) 8 episódios 1997-1998